# Gustav Wehner
Theodor August Heinrich Gustav Wehner (* 5. Juli 1877 in Rüdesheim; † 4. Januar 1958 in Bremen) war ein deutscher Marineoffizier der Kaiserlichen Marine, Reichsmarine und Kriegsmarine, zuletzt Kapitän zur See und Genealoge.

## Leben

### Herkunft
Gustav Wehner entstammte einer ursprünglich in Hirschberg beheimateten Offiziersfamilie. Seine Eltern waren Eduard Wehner (1836–1900), ein in Rüdesheim ansässiger Kaufmann, und Anna, geb. Schaumann (1849–1892). Sein Großvater war der Generalleutnant Johann Friedrich Wilhelm Wehner.

### Werdegang
Gustav Wehner kam nach einer Schulzeit in Hildesheim an eine Kadettenanstalt. Er trat im April 1896 als Kadett in die Kaiserliche Marine ein. Im darauffolgenden Jahr war er auf der Stosch. 1899 wurde er Leutnant zur See, 1902 Oberleutnant zur See und 1906 Kapitänleutnant. Am 22. März 1913 wurde er zum Korvettenkapitän befördert. Später war er bis November 1916 als Erster Artillerieoffizier auf der Kaiserin. Mit dem Schiff nahm er an der Seeschlacht vor dem Skagerrak teil. Bis August 1918 war er Zweiter Admiralstabsoffizier beim IV. Geschwader und bis Kriegsende Erster Admiralstabsoffizier beim III. Geschwader. Bis Februar 1918 war er u. a. mit dem Eisernen Kreuz I. Klasse und dem Roten Adlerorden 4. Klasse ausgezeichnet worden.
Nach dem Krieg wurde er in die Reichsmarine übernommen und am 26. Januar 1920 mit dem Charakter als Fregattenkapitän entlassen. Zunächst hatte er Probleme, seinen Lebensunterhalt zu bestreiten, kam dann aber zu den Hansa-Lloyd-Werken nach Bremen, wo er in eine leitende Position aufstieg. Ab 1926 war er für sechs Jahre Berater der türkischen Kriegsmarine in Konstantinopel. Zurück in Deutschland kam er in der Verwaltung des Marine-Offizier-Verbands unter und wurde hier stellvertretender Vorsitzender. Zusätzlich war er in dieser Zeit Geschäftsführer der Gesellschaft für Länderkunde und der Skagerrakgesellschaft in Berlin.
Während des Zweiten Weltkriegs wurde er reaktiviert und war von Oktober 1940 bis September 1944 Hafenkapitän Kristiansund-Nord beim Kommandanten der Seeverteidigung Molde. Am 1. September 1944 wurde er Kapitän zur See z. V. Bis zu seiner Entlassung aus der Kriegsmarine war er zur Verfügung beim Marineoberkommando der Ostsee gesetzt. Am 31. November 1944 wurde er entlassen.
Nach dem Krieg kam er zurück nach Bremen und war 1950 Mitbegründer und Erster Vorsitzender der Notgemeinschaft der versorgungsberechtigten Wehrmachtsangehörigen. Ab 1951 war er Ehrenpräsident der Marine-Offizier-Hilfe.

### Genealogie
Zeitlebens war er in der Genealogie aktiv und ab 1911 Mitglied des HEROLD. Gemeinsam mit dem Ingenieur Johann Ueltzen gründete er Ende März 1924 in Bremen den genealogischen Verein Die Maus. Ab der Gründung war er bis 1934 Vorsitzender des Vereins. Er beendete seine Tätigkeit, da er erneut Berater der türkischen Marine wurde. Vom 16. April 1935 bis 3. März 1949 war er Vorsitzender des HEROLD in Berlin. Er wurde Ehrenmitglied der HEROLD und der Zentralstelle für Personen- und Familiengeschichte in Leipzig. Später war er von 1951 bis 1958 wieder Vorsitzender von Die Maus. Er war auch korrespondierendes Mitglied des Roland, zweiter Vorsitzender der Familienkundlichen Kommission für Niedersachsen und Bremen und Mitarbeiter der Ostfälischen Familienkundlichen Kommission. Als Beispiel für seine Arbeiten im Gebiet der Genealogie lässt sich die Fortführung der Arbeit von Christian Heineken zu den Bremer Ratsherren (Goldenes Buch) festhalten. Wehner schrieb die Stammtafel der Ratsherrengeschlechter fort.
Friedrich Prüser verfasste in Familie und Volk ein Nachruf auf Wehner.

### Familie
Gustav Wehner war zweimal verheiratet. 1904 heiratete er in Berlin-Charlottenburg Marie Rose, die aber bereits 1909 starb. 1911 heiratete er in Bremen Margarethe Konitzky († 1957). Aus der ersten Ehe gingen zwei Töchter und aus der zweiten Ehe zwei Söhne und eine Tochter hervor.